# Стюр Дальстрем
Стюр Дальстрем (швед. Sture Dahlström, нар. 28 грудня 1922, Гускварна, пом. 5 травня 2001, Ловестад) — шведський письменник і джазовий музикант, представник біт-покоління.

## Життєпис
Стюр народився в місті Гускварна (Швеція) 28 грудня 1922. Його батько працював на заводі і грав на акордеоні. Мати грала на гітарі і навчила цьому Стюра. У 1935 він закінчив школу і пішов вчитися на перукаря і електрика. Одночасно працював кур'єром і грав на гітарі в джаз гурті. У 1939 почав працювати на збройному заводі, грати на гітарі і басі в диксиленд оркестрі «Clambake Seven» і в джаз гурті «Siwerts Kvintett», а також писати статті для шведських джазових журналів «Orkester-Journalen» і «Estrad». У 1942 гурт «Siwerts Kvintett» виграв приз як найкращий аматорський колектив на конкурсі, що проходив в стокгольмському клубі «Nalen», а Стюр завоював золоту медаль гітариста.
У 1944 Стюр Дальстрем влаштувався на повну ставку музикантом в ресторані м. Фалун, а також продовжував грати в кількох джазових колективах Швеції і Данії. Він також створив тріо, яке вело свою радіопрограму в Мальме і писав короткі оповідання.
У 1948 одружився з художницею з м. Хальмстад Анні-Стіні Еренфельдт (Anna-Stina Ehrenfeldt). Разом вони відкрили музичний магазин в м. Істад (швед. Ystad), Стюр давав уроки музики, і подружжя подорожувало по всій Європі. Незважаючи на щільний графік роботи, їм вдалося народити двох синів: Пер (1950) і Хакан (1952).
В 1953—1955 сім'я подорожувала Іспанією, де Стюр ознайомився з яскравою культурою, танцями фламенко, всіма фарбами Андалусії. Дійшов висновку, що Іспанія є найкращою країною у світі для тих, хто хоче навчитися писати.
Повернувшись в Істад Стюр, працював день і ніч у музичному магазині, джазових оркестрах і продовжував давати уроки музики для того, щоб мати достатньо грошей на нові поїздки до Іспанії.
Згодом він знову мандрував Андалусією і Марокко, де зустрічався з багатьма людьми, поетами, художниками, кінематографістами. У 1958 у нього народилась донька Карина. У 1959 він переїхав до Іспанії разом з сім'єю на постійне проживання. Там він написав свою першу книгу «Änglar blåser hårt». Завдяки їй, а також завдяки виставці його дружини в будинку культури, вони познайомились з багатьма цікавими людьми, такими як художник Альфред Роговей (Alfred Rogoway, 1899—1990) і письменник Вільям Вартон (William Wharton, 1925—2008), які стали його близькими друзями. У 1962 після написання книги «Kaktusstigen» він з іспанськими друзями збудував маленький будинок в горах Малаги, знову подорожував по Марокко, написав книгу «En fot I regnbågen». В цей час його родина жила в спартанських умовах, маючи доходи лише з музичного магазину та інколи від джазових виступів Стюра на каналі Gibraltar TV.
1964 вирушає до Лондона, де починає писати книгу «The Cuckoo's Progress» англійською мовою.
1965 емігрує з сім'єю до США, сподіваючись придбати спільно з Вільямом Вартоном недіючу ферму, але на це не вистачило коштів. Оселилась сім'я в Аризоні, куди переїхав і Альфред Роговей. Діти пішли в школу в Тусоні.
В кінці 1966 сім'ї Дальстрем і Роговей переїхали в Іспанію на кораблі. Стюр все ще писав «The Cuckoo's Progress», але на той час вже отрмував авансом щомісячну грошову підтримку від відомого книговидавця Моріса Жиродья (Maurice Girodias, 1919—1990) з видавництва Олімпія Пресс. Книга була надрукована в Нью-Йорку (1970) і в Лондоні (1971). В перекладі на шведську мова вийшла лише в 1975.
У 1976 американський кінорежисер Сем Пекінпа купив права на екранізацію його книги. Угода передбачала серед іншого проживання Стюра в лондонських апартаментах Сема Пекінпи з обслуговчим персоналом для створення комфортних умов роботи над сценарієм фільму. Стюр писав свій наступний роман «Den galopperande svensken» і продовжував роботу над сценарієм, коли узнав про серцевий напад Сема Пекінпа в 1977. Після цього Стюр продовжив свій кочовий спосіб життя, мандруючи південною частиною Європи, зокрема Грецією та Іспанією, де він написав дві нові книги, «Tango för enbenta» і «Katten's skratt».
1981 Стюр Дальстрем повернувся до Швеції. Він купив старий шкільний будинок у мальовничому регіоні Остерлен (Österlen), лен Сконе, на березі Балтійського моря. В цьому будинку Анна-Стіна нарешті отримала достатньо місця для своєї художньої студії. Вони обоє отримали постійне місце для того, щоб з задоволенням займатись своєю творчістю.
У 1997 Бйорн Рунге зняв документальний фільм про Стюра Дальстрема «Vulkanmannen». Mats Keyet написав дві книги про Дальстрема: «Стюр Дальстрем — Біографія» (2000) і «Стюр Дальстрем — Вулкан-архів» (1997). У вересні 1999 створено Товариство читачів Стюра Дальстрема.
Стюр писав книги аж до своєї смерті в 2001 році. Анна-Стіна, з якою Стюр прожив понад півстоліття у щасливому шлюбі, пішла з життя 16 липня 2003.

## Відзнаки
За книгу «Den store Blondino» Стюр Дальстрем отримав премію Френка Геллера в 1988 році.

## Книги і публікації
- Änglar blåser hårt — 1961 (перевидано в 1988, 1994)
- Kaktusstigen — 1962 (1989)
- En fot i regnbågen — 1964 (1989)
- Mässingsmannen — 1965 (1990)
- The Cuckoo's Progress — 1970 (1971)
- Gökmannen — 1975 (1986, 1991)
- Den Galopperande svensken — 1977 (1984, 1991)
- Tango för enbenta — 1981 (1989)
- Kattens skratt — 1983 (1991)
- Huggormens tid — 1985 (1989)
- Piruett för kannibaler — 1985 (1987, 1994)
- Den store Blondino — 1987 (1989)
- Kärlekens burleska anatomi — 1988
- Tuppdagg — 1991
- Cyklonmannen — 1992 (1993)
- Jag tänker ofta på Céline — 1994
- Stilla dagar på floden — 1996 (1997)
- Han log i d-moll — 1999
- Målarnas republik — 2000

## Фільми
- Pegaso (ТВ) (1991) — сценарист
- Vulkanmannen (1997) — актор, композитор